# ورزشگاه سایتاما

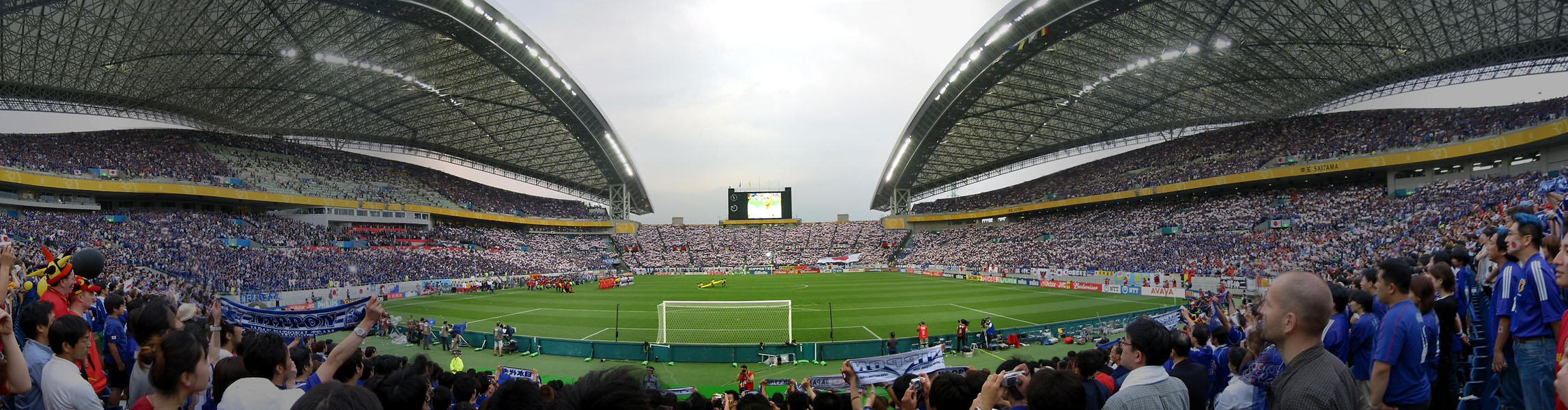
جام جهانی ۲۰۰۲ (بازی ژاپن - بلژیک)

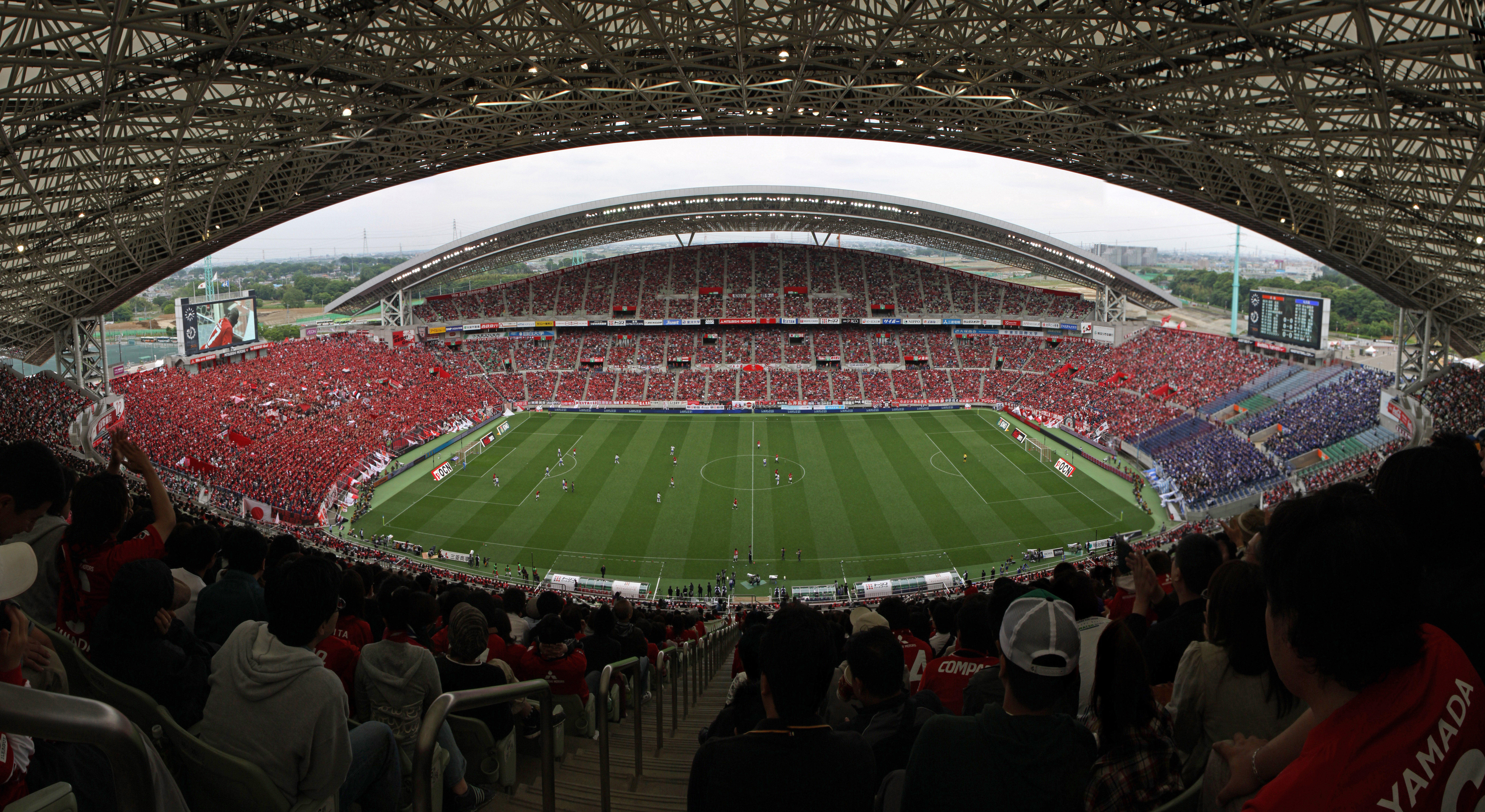
تصویر پاناروما ورزشگاه سایتاما ژاپن

ورزشگاه سایتاما ۲۰۰۲، (به ژاپنی: 埼玉スタジアム۲۰۰۲, Saitama Sutajiamu Niimarumarunii۲۰۰۲) که اغلب به نام ورزشگاه سایتاما (به ژاپنی: 埼玉スタジアム, Saitama Sutajiamu) یا سادش سای‌سوتا (به ژاپنی: 埼スタ) یک ورزشگاه فوتبال در منطقه میدوری‌کو، شهر سایتاما، استان سایتاما، ژاپن.

این ورزشگاه میزبان بازی های خانگی باشگاه اوراوا رد دایموندز در رقابت های جی لیگ ژاپن است. گنجایش این ورزشگاه ۶۳٬۷۰۰ هزار نفراست.

## جام جهانی ۲۰۰۲
ورزشگاه سایتاما یکی از مکانهای برگزاری بازی های جام جهانی ۲۰۰۲ بود. و مسابقات زیر را برگزار کرده
| تاریخ        | تیم ۱    | نتیجه | تیم ۲         | رقابت      |
| ------------ | -------- | ----- | ------------- | ---------- |
| ۲ ژوئن ۲۰۰۲  | انگلستان | ۱-۱   | سوئد          | (گروه F)   |
| ۴ ژوئن ۲۰۰۲  | ژاپن     | ۲-۲   | بلژیک         | (گروه H)   |
| ۶ ژوئن ۲۰۰۲  | کامرون   | ۰-۱   | عربستان سعودی | (گروه E)   |
| ۲۶ ژوئن ۲۰۰۲ | برزیل    | ۰-۱   | ترکیه         | نیمه نهایی |

## تصاویر

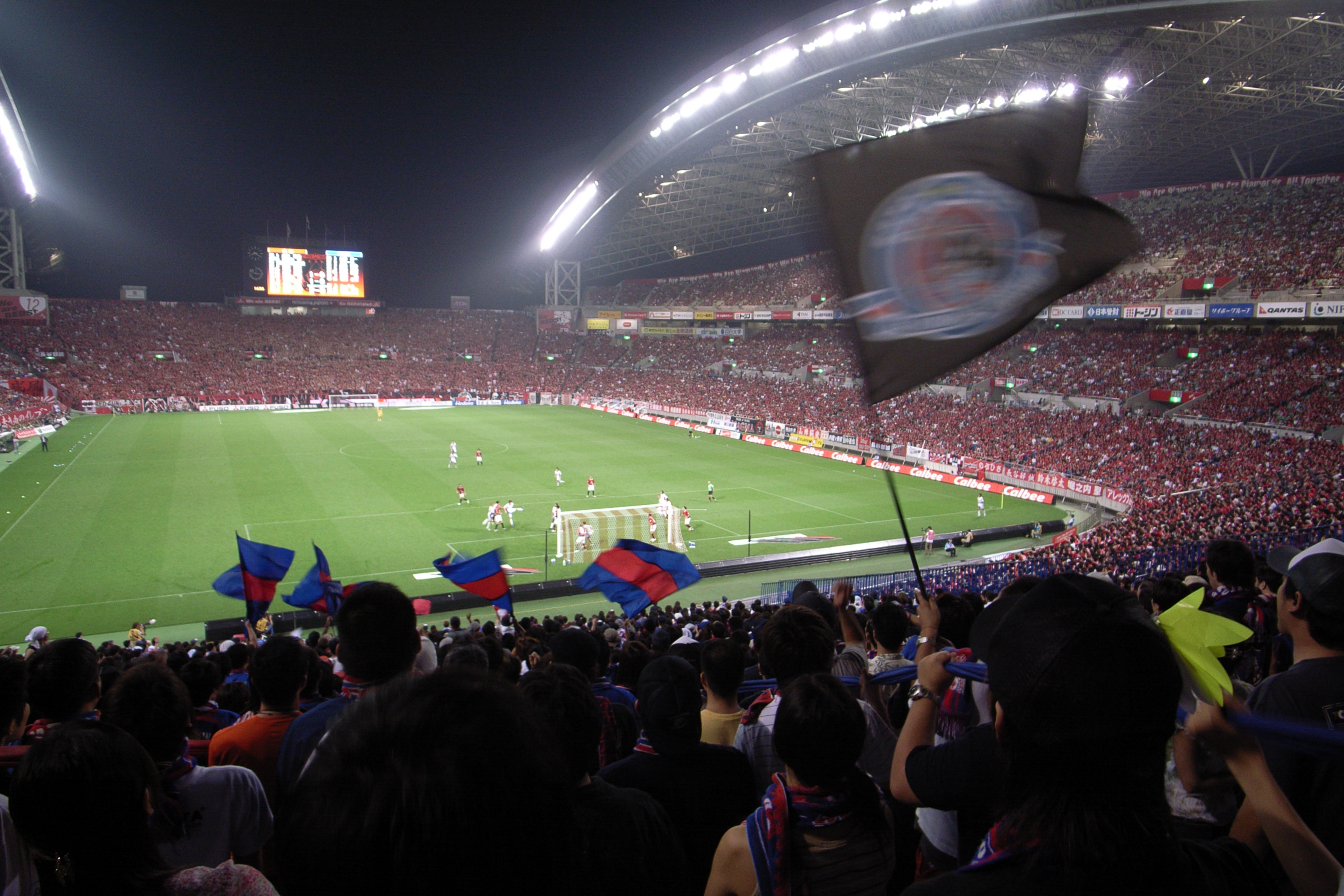
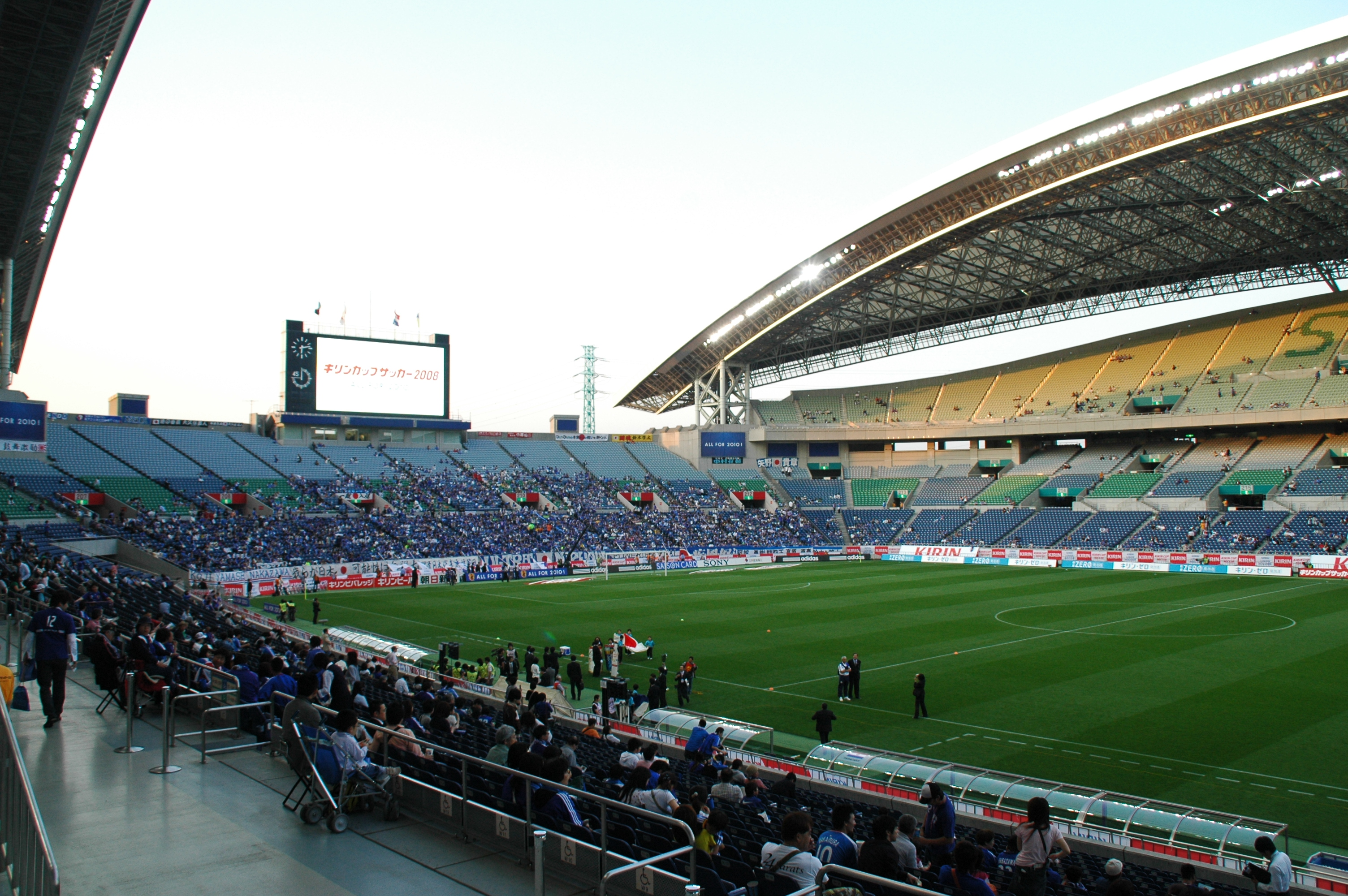
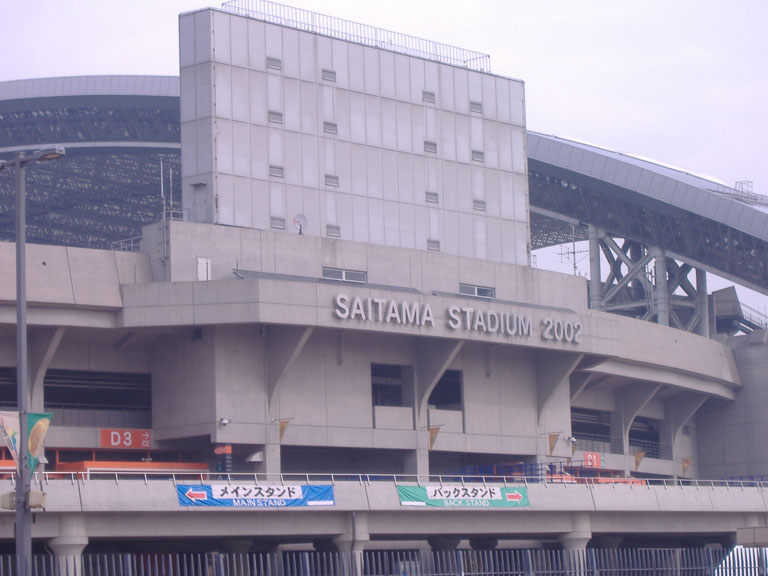

## ویژگی ها
- مساحت ساختمان : ۵۴،۴۲۰ متر۲
- مساحت تعداد طبقات : ۶۲،۶۷۴ متر۲
- مساحت تحت پوشش : ۲۹،۰۰۰ متر۲
- پایه تمایل : مکس. ۳۰ درجه زاویه